# Rolf Dlubek
Rolf Dlubek (geboren am 8. August 1929 in Leipzig; gestorben am 16. April 2009 in Berlin) war ein deutscher marxistischer Historiker und Editor.

## Leben
Rolf Dlubek besuchte die Volksschule und die Mittelschule in Leipzig. Danach machte er eine Tischlerlehre. Von 1947 bis 1948 besuchte er die Vorstudienanstalt in Leipzig. Von 1948 bis 1952 studierte er Geschichtswissenschaften an der Karl-Marx-Universität. Jürgen Kuczynski förderte den jungen Wissenschaftler. Danach war er Mitarbeiter bis 1957 der Abteilung Wissenschaften des ZK der SED (ab 1955 Leiter des Sektors Geschichte). Von 1961 bis 1963 war er Assistent am Institut für Geschichte der Akademie der Wissenschaften. Von 1957 bis 1961 war er Aspirant. Im April 1964 promovierte er an der Berliner Humboldt-Universität zum Dr. phil. mit einer Arbeit über Johann Philipp Becker. 1966 wurde er Professor und 1969 ordentlicher Professor für Marx-Engels-Forschung und Geschichte der Arbeiterbewegung. Er habilitierte 1981 zum Dr. sc. am Institut für Marxismus-Leninismus beim ZK der SED (IML).
Von 1963 bis 1989 war er zuerst Mitarbeiter am IML, dann bis 1965 dort Leiter des Sektors Geschichte der Arbeiterbewegung im 19. Jahrhundert, dann in der dortigen Marx-Engels-Abteilung Abteilungsleiter und später Sektorleiter. Von 1974 bis 1989 war er Leitungsmitglied des Wissenschaftlichen Rates für Marx-Engels-Forschung. Von 1978 bis 1990 gehörte er der Redaktion des Marx-Engels-Jahrbuches an. Von 1965 bis 1968 gehörte er zu den Leitungsmitgliedern der Fertigstellung der Marx-Engels-Werke an. Von 1965 bis 1990 war Rolf Dlubek Mitglied der Gesamtredaktion der Marx-Engels-Gesamtausgabe (MEGA). Er war Sekretär der deutschen Seite während der Ausarbeitung der Editionsrichtlinien der MEGA2. 1990 wurde er in den Vorruhestand versetzt. Drei Jahre arbeitete er als Wachmann, bis er durch Hans-Peter Harstick die Möglichkeit einer Mitarbeit an der MEGA erhielt. Er leistete Unterstützung bei der Bildung der Internationalen Marx-Engels-Stiftung. Seit 1994 war er Rentner. Über Werkverträge der BBAW arbeitete er an einigen Briefbänden der MEGA mit. Dlubek starb 2009 in Berlin.
Von 1957 bis 1961 gehörte er dem Redaktionskollegium der Zeitschrift für Geschichtswissenschaft an. Dlubek gehörte seit der Gründung 1957 der Deutschen Historiker-Gesellschaft an.
Seine Forschungsschwerpunkte waren das Wirken von Karl Marx und Friedrich Engels in der Ersten Internationale, das Leben von Johann Philipp Becker, August Bebel und anderer Mitstreiter von Marx.

## Ehrungen
- 1981 Nationalpreis der DDR Erste Klasse[7]

## Schriften
- anonym: Karl Marx und Friedrich Engels – die Begründer des wissenschaftlichen Sozialismus. Die Bedeutung des „Manifests der Kommunistischen Partei“. Dietz Verlag, Berlin 1953. (=Lehrmaterial für das Parteilehrjahr der Sozialistischen Einheitspartei Deutschlands)[8]
- Kritische Bemerkungen zu J. Kuczynskis Ausführungen über die Rolle der ökonomischen Tätigkeit des Menschen und über die „Funktion des Menschen als Produktivkraft“ in der geschichtlichen Entwicklung. In: Zeitschrift für Geschichtswissenschaft. Berlin 1957. 5. Jg. Heft 6. S. 1217–1229.
- Johann Philipp Becker. Vom radikalen Demokraten zum Mitstreiter von Marx und Engels in der ersten Internationale (1848–1864/65). 2 Teile. Berlin 1964. (Humboldt-Universität, Berlin, Phil. F., Diss. von 8. April 1964.)
- Die I. Internationale in Deutschland (1864–1872). Dokumente und Materialien. Redaktion Rolf Dlubek, Evgenija Stepanova, Irene Bach, Ursula Hermann, Erich Kundel, Vera Morosova, Olga Senekina, Richard Sperl. Dietz Verlag, Berlin 1964.
- Rolf Dlubek, Hannes Skambraks: „Das Kapital“ von Karl Marx in der deutschen Arbeiterbewegung (1867 bis 1878). Abriß und Zeugnisse der Wirkungsgeschichte. Dietz Verlag, Berlin 1967.
- Becker, Johann Philipp. In: Biographisches Lexikon zur deutschen Geschichte. Von den Anfängen bis 1917. Hrsg. von Karl Obermann, Heinrich Scheel, Helmuth Stoecker, Bernhard Töpfer, Gerhard Zschäbitz. Deutscher Verlag der Wissenschaften, Berlin 1967, S. 37–38.
- Zur Rolle des „Kapitals“ bei der Durchsetzung des Marxismus in der Deutschen Arbeiterbewegung. In: Beiträge zur Marx / Engels–Forschung. Redaktion Rolf Dlubek, Hans-Dieter Krause, Erich Kundel, Heinz Ruschinski, Hannes Skambraks. Dietz Verlag, Berlin 1968, S. 19–73.
- Die Rolle des „Kapitals“ bei der Durchsetzung des Marxismus in der Deutschen Arbeiterbewegung. In: Beiträge zur Geschichte der Arbeiterbewegung. Sonderheft zum 150. Geburtstag von Karl Marx. Dietz Verlag, Berlin 1968.
- Wissenschaftliche Weltanschauung. Zyklus 3. Lebendiger Marxismus. 9., Karl Marx' Werk „Das Kapital“ in der deutschen Arbeiterbewegung 1867–1895. Teil 1 bis 3. Deutschlandsender, Redaktion Wissenschaft, Berlin 1968.
- Rolf Dlubek, Ursula Herrmann: Nachwort zur originalgetreuen Reproduktion der Schrift „Unsere Ziele“ von August Bebel. Dietz Verlag, Berlin 1969.
- August Bebel. Ausgewählte Reden und Schriften hrsg. von Horst Bartel, Rolf Dlubek und Heinrich Gemkow. Band 1. 1863 bis 1878. Dietz Verlag, Berlin 1970.
- Becker, Johann Philipp. In: Geschichte der deutschen Arbeiterbewegung. Biographisches Lexikon, Dietz Verlag, Berlin 1970, S. 35–38.
- Ein deutscher Revolutionsgeneral. Johann Philipp Becker in der Reichsverfassungskampagne. In: Jahrbuch für Geschichte. 7. Jg., Berlin 1972, S. 557–611.
- Rolf Dlubek, Erich Kundel: Die Kritik des Gothaer Programms – ein grundlegendes Dokument des wissenschaftlichen Kommunismus. In: Revolutionäres Parteiprogramm – Revolutionäre Arbeitereinheit. Studien zum Kampf zur die Vereinigung des Marxismus mit der Arbeiterbewegung. Redaktion:Jekaterina Barwenko, Rolf Dlubek, Ursula Herrmann, Erich Kundel (Leitung), Boris Tartakowski. Dietz Verlag, Berlin 1975, S. 238–301.
- Voraussagen für unsere Epoche. Marx und Engels über Sozialismus und Kommunismus. Dietz Verlag, Berlin 1977.
- August Bebel. Ausgewählte Reden und Schriften. Redaktion Horst Bartel, Rolf Dlubek, Heinrich Gemkow, Ursula Hermann und Gustav Seeber. Band 2.1. 1878 bis 1890. Dietz Verlag, Berlin 1978.
- August Bebel. Ausgewählte Reden und Schriften. Redaktion Horst Bartel, Rolf Dlubek, Heinrich Gemkow, Ursula Hermann und Gustav Seeber. Band. 2.2. 1878 bis 1890. Dietz Verlag, Berlin 1978.
- Traditionen der Marx/Engels–Forschung der DDR. Die Herausgabe und Verbreitung der Werke von Marx und Engels durch die KPD und die sowjetische Marx/Engels–Forschung in der Weimarer Republik. In: Beiträge zur Geschichte der Marx/Engels-Forschung und -Edition in der Sowjetunion und der DDR. Protokoll der Tagung des Wissenschaftlichen Rates für die Marx/Engels-Forschung der DDR am 15. September 1977. Dietz Verlag, Berlin 1978, S. 34–82.
- Zur Bedeutung der Kritik des Gothaer Programms für die Entwicklung der Theorie von der kommunistischen Gesellschaft und ihren zwei Phasen. Marx-Engels-Jahrbuch 1. Dietz Verlag 1978, S. 17–80 Digitalisat
- Schule historisch-kritischer Marx-Engels-Edition. Zur Arbeit der MEGA-Kommission. In: Beiträge zur Marx-Engels-Forschung 6, Berlin 1980, S. 115–120. Digitalisat
- Marx und Engels über Sozialismus und Kommunismus. Beiträge zur Geschichte der marxistischen Lehre von der kommunistischen Umgestaltung der Gesellschaft. (Institut für Marxismus-Leninismus beim ZK der SED, Berlin.Diss. B, 1981.)
- Rolf Dlubek, Renate Merkel: Marx und Engels über die sozialistische und kommunistische Gesellschaft. Die Entwicklung der marxistischen Lehre von der kommunistischen Umgestaltung. Dietz Verlag, Berlin 1981.
- Rolf Dlubek, Hanni Wettengel, Günter Wisotzki: Marxologie im Dienste des Antikommunismus. In: Beiträge zur Marx-Engels-Forschung 13, Berlin 1982, S. 7–25. Digitalisat
- August Bebel. Ausgewählte Reden und Schriften. Redaktion Horst Bartel, Rolf Dlubek, Heinrich Gemkow, Ursula Hermann und Gustav Seeber. Bd. 6. August Bebel. Aus meinem Leben. Dietz Verlag, Berlin 1983.
- Rolf Dlubek, Günter Wisotzki: Grundpositionen konservativer Marxverfälschung. In: Beiträge zur Marx-Engels-Forschung 15, Berlin 1984, S. 20–37. [BzMEF-15-R.-Dlubek+G.-Wisotzki-S.-20-37.pdf Digitalisat]
- Marx und der erste Kongress der I. Internationale. In: Beiträge zur Marx-Engels-Forschung 21, Berlin 1987, S. 75–85. Digitalisat
- Johann Philipp Becker als Freund und Kampfgefährte von Marx und Engels. In: Beiträge zur Marx-Engels-Forschung 26, Berlin 1989, S. 29–39. Digitalisat
- Rolf Dlubek, Jutta Regine Seidel: Marksteine im Kampf um Frieden und sozialen Fortschritt. Zur Gründung der I. und II. Internationale. In: Einheit. Jg. 44, Berlin 1989, 8, S. 741–746. ISSN 0013-2659
- Rolf Dlubek, Monika Steinke: Ein Prüffeld für Marx‘ Rolle als Politiker. In: Beiträge zur Marx-Engels-Forschung Neue Folge 1991. Argument, Hamburg 1991. ISBN 3-88619-742-5, S. 58–69. Digitalisat
- Frühe Initiativen zur Vorbereitung einer neuen MEGA (1955–1958). In: Beiträge zur Marx-Engels-Forschung Neue Folge 1992. Argument, Hamburg 1992. ISBN 3-88619-744-1, S. 43–55. Digitalisat
- Tatsachen und Dokumente aus einem unbekannten Abschnitt der Vorgeschichte der MEGA (1961–1965). In: Beiträge zur Marx-Engels-Forschung Neue Folge 1993. Argument, Hamburg 1993. ISBN 3-88619-744-1, S. 41–63. Digitalisat
- Neue Grundlagen für die Weiterführung der MEGA. In: Beiträge zur Geschichte der Arbeiterbewegung. 35. Jg. Berlin 1995, Heft 4, S . 99–110.
- Die Entstehung der zweiten Marx-Engels-Gesamtausgabe im Spannungsfeld von legitimatorischem Auftrag und editorischer Sorgfalt. In: MEGA-Studien 1994/1. Hrsg. von der Internationalen Marx-Engels-Stiftung Amsterdam. Dietz Verlag, Berlin 1994. ISBN 3-320-01826-4, S. 60–106.
- Der Briefwechsel zwischen Friedrich Engels und Johann Philipp Becker als unausgeschöpfte biographische Quelle. In: Wolfgang Küttler, Helmut Meier (Hrsg.): Gibt es erledigte Fragen an die Geschichte? – Beiträge eines wissenschaftlichen Kolloquiums aus Anlaß des 65. Geburtstages von Walter Schmidt am 1. Juli 1995 in Berlin. trafo Verlag, Berlin 1996, 2. ergänzte Aufl. ISBN 3-89626-095-2.
- „Er war ein seltener Mann“. Johann Philipp Becker aus Frankenthal im Urteil seiner Zeitgenossen. In: Historischer Verein der Pfalz. Mitteilungen. 95 (1997), S. 203–242.
- Die Deutsche Legion aus der Schweiz – eine Arbeiterfreischar der badisch-pfälzischen Revolutionsarmee 1849. In: Helmut Bleiber, Rolf Dlubek, Walter Schmidt (Hrsg.): Demokratie und Arbeiterbewegung in der deutschen Revolution von 848/49. Beiträge des Kolloquiums zum 150. Jahrestag der Revolution von 1848/49 am 6./7. Juni 1998 in Berlin. Trafo Verlag, Berlin 2000. ISBN 3-89626-226-2, S. 108–143.
- Arbeiter in den Freischaren der badisch-pfälzischen Revolutionsarmee. In: Wolfgang Küttler (Hrsg.): Das lange 19. Jahrhundert. Personen – Ereignisse – Ideen – Umwälzungen. Ernst Engelberg zum 90. Geburtstag. Erster Halbband. Trafo Verlag, Berlin 1999. ISBN 3-89626-158-4
- MEGA-Briefedition und Marx-Engels-Verständnis an der Schwelle zum 21. Jahrhundert. In: Beiträge zur Marx-Engels-Forschung Neue Folge 2000. Argument, Hamburg 2000. ISBN 3-88619-686-0, S. 17–38.
- Die Korrespondenz Johann Philipp Beckers als Präsident der Sektionsgruppe deutscher Sprache der Internationalen Arbeiterassoziation. In: Jürgen Herres, Manfred Neuhaus (Hrsg.): Politische Netzwerke durch Briefkommunikation. Briefkultur der politischen Oppositionsbewegungen im 19. Jahrhundert. Akademie Verlag, Berlin 2002. ISBN 3-05-003688-5, S. 117–176.
- Ludwig Büchner und die internationale Arbeiterassoziation. In: Sitzungsberichte der Leibniz-Sozietät. Band 53, Jahrgang 2002. Digitalisat
- Ein Fund aus den journalistischen Anfängen von Sigismund Ludwig Borkheim. Der „Rummeltipuff“ (Genf 1849/1850). In: Vom mühseligen Suchen und glückhaften Finden. Kolloquium anläßlich des 75. Geburtstages von Prof. Dr. Heinrich Gemkow am 28. Juni 2003 in Berlin. Teil 2. Helle Panke zur Förderung von Politik, Bildung und Kultur, Berlin. 2003, S. 35–44.
- Martin Hundts Beitrag zu Briefeditionen. In: Beiträge zur Marx-Engels-Forschung. Neue Folge 2003. Argument Verlag, Hamburg 2003, S. 23–37.
- August Willich (1810–1878). Vom preußischen Offizier zum Streiter für die Arbeiteremanzipation auf zwei Kontinenten. In: Helmut Bleiber, Walter Schmidt, Susanne Schötz (Hrsg.): Akteure eines Umbruchs. Männer und Frauen der Revolution von 1848/49. Fides Verlag, Berlin 2003, S. 923–1003.
- Auf der Suche nach politischen Wirkungsmöglichkeiten. Marx 1861 in Berlin. In: Marx-Engels-Jahrbuch 2004, Akademie Verlag, Berlin 2005. ISBN 3-05-003323-1, S. 142–175. Digitalisat
- Marx' Hinwendung zu Berlin 1858 1860/61. In: Beiträge zur Marx-Engels-Forschung. Neue Folge 2006. Argument, Hamburg 2006. ISBN 3-88619-666-6, S. 231–270.
- Mitbegründer des Bundes der Kommunisten und Generalsekretär der I. Internationale. Johann Georg Eccarius (1818–1889). In: Gelebte Ideen. Sozialisten in Thüringen. Biographische Skizzen hrsg. von Mario Hesselbarth; Eberhart Schulz und Manfred Weißbecker. Jena 2006. ISBN 3-935850-37-9, S. 134–140.
- Auf dem Weg zur MEGA2. Die Internationale Zusammenarbeit zum 100. Gründungstag der Internationalen Arbeiterassoziation 1964. In: Carl-Erich Vollgraf, Richard Sperl und Rolf Hecker (Hrsg.): Die Marx-Engels-Werkausgaben in der UdSSR und DDR (1945–1968) (= Beiträge zur Marx-Engels-Forschung. Neue Folge. Sonderband 5). Argument Verlag, Hamburg 2006. ISBN 3-88619-691-7, S. 429–462.
- Verdammter Ernst und intellektuelles Vergnügen. Warum ich gern an der MEGA mitarbeite. In: Beiträge zur Marx-Engels-Forschung Neue Folge 2009, Argument 2010. ISBN 978-3-88619-669-2, S. 271–275.
- Victor Schily (1811–1875). Vom Führer der Trierer Radikaldemokraten zum Pariser Vertrauensmann der Internationalen Arbeiterassoziation. In: Beiträge zur Geschichte der Arbeiterbewegung, Berlin, 52. (2010), Heft 4, S. 33–89. ISSN 0942-3060

### Marx-Engels-Werke
- Marx-Engels-Werke. Band 26. Zweiter Teil.[9] Dietz Verlag, Berlin 1967.
- Marx-Engels-Werke. Band 26. Dritter Teil.[10] Dietz Verlag, Berlin 1968.
- Marx-Engels-Werke. Band 36.[11] Dietz Verlag, Berlin 1967.
- Marx-Engels-Werke. Band 37.[12] Dietz Verlag, Berlin 1967.
- Marx-Engels-Werke. Band 38.[13] Dietz Verlag, Berlin 1968.
- Marx-Engels-Werke. Band 39.[14] Dietz Verlag, Berlin 1968.
- Marx-Engels-Werke. Ergänzung Band. Schriften Manuskripte Briefe bis 1844 [von Karl Marx]. Erster Teil. [jetzt Band 40][15] Dietz Verlag, Berlin 1968.
- Marx-Engels-Werke. Ergänzung Band. Schriften Manuskripte Briefe bis 1844 [von Friedrich Engels]. Zweiter Teil. [jetzt Band 41][16] Dietz Verlag, Berlin 1967.

### Marx-Engels-Gesamtausgabe
- Karl Marx Friedrich Engels Gesamtausgabe (MEGA). Probeband. Editionsgrundsätze und Probestücke. Dietz Verlag 1972.[17]
- Karl Marx Friedrich Engels. Werke Artikel Entwürfe. September 1864 bis September 1867. Bearbeitet von Rolf Dlubek und Monika Steinke (Leitung) (= Karl Marx Friedrich Engels Gesamtausgabe (MEGA). Erste Abteilung. Werke Artikel Entwürfe. Band 20) Dietz Verlag / Internationales Institut für Sozialgeschichte Amsterdam 1992. ISBN 3-320-00012-8.
- Karl Marx Friedrich Engels. Briefwechsel. September 1859 bis Mai 1860. Bearbeitet von Galina Golovina, Tatjana Gioeva, Jurij Vasin und Rolf Dlubek (= Karl Marx Friedrich Engels Gesamtausgabe (MEGA). Dritte Abteilung. Briefwechsel. Band 10). Akademie Verlag, Berlin 2000. ISBN 3-05-003486-6.
- Karl Marx Friedrich Engels. Briefwechsel. Oktober 1864 bis Dezember 1865. Bearbeitet von Svetlana Gavrilčenko, Inna Osobova, Olga Koroleva und Rolf Dlubek (= Karl Marx Friedrich Engels Gesamtausgabe (MEGA). Dritte Abteilung. Briefwechsel. Band 13). Akademie Verlag, Berlin 2002. ISBN 3-05-003675-3.
- Karl Marx Friedrich Engels. Briefwechsel. Juni 1860 bis Dezember 1861. Bearbeitet von Rolf Dlubek und Vera Morozova (= Karl Marx Friedrich Engels Gesamtausgabe (MEGA). Dritte Abteilung. Briefwechsel. Band 11). Akademie Verlag, Berlin 2005. ISBN 3-05-004180-3.
- Karl Marx Friedrich Engels. Briefwechsel. Januar 1862 bis September 1864. Bearbeitet von Galina Golovina, Tatjana Gioeva und Rolf Dlubek† (= Karl Marx Friedrich Engels Gesamtausgabe (MEGA). Dritte Abteilung. Briefwechsel. Band 12). Akademie Verlag, Berlin 2013, ISBN 978-3-05-004984-7.